# Киселі (рід)

Варіант гербу Кисіль (Світольдич, Намет)

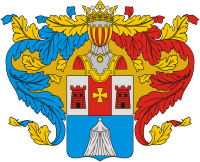
Герб нащадків Киселів Брусилових

Киселі (також Кисілі, Кисилі) гербу Кисіль (Світольдич, Намет) — православний шляхетський рід, був представлений в сучасних Україні, Білорусі. Своїм предком вважали воєводу Світольда (Свентольда), який служив при великому князеві київському Володимирі II Мономахові.

## Відомі представники
- Олександр — син княжни Четвертинської, загинув у війську короля Ягайла в битві проти великого князя Свидригайла
- Микита
  - Тихно (Тихон) — зем'янин волинський, дружина — з роду Мишок[1]
    - Гнівош — придворний короля Сигізмунда І Старого, загинув у битві під Оршею; дружина — Тризнянка
      - Кисіль-Низкиницький Григорій Гнівошович — середньозаможний православний шляхтич, підсудок володимирський. Батько Адама Кисіля. Одружений з Терезою Іваницькою.
        - Адам — (1600—1653) — політичний і державний діяч, один із чотирьох православних сенаторів Речі Посполитої напередодні Війни за незалежність України, воєвода Київський (1649—1653). Одружений з дочкою київського шляхтича Філона Гулковича Анастасією.
        - Микола — молодший брат Адама, полковник реєстрового козацтва

      - Іван
        - Петро — староста вишгородський
        - Матвій

    - Петро Тихнович — городничий вітебський
      - Кисіль-Дорогиницький Микола — підкоморій дерптський
        - Кисіль-Дорогиницький Адам Франциск — писар земський вітебський, фундатор унійного монастиря на місці загибелі свмч. Йосафата Кунцевича

    - Олена Тихнівна Кисіль-Дорогиницька — дружина Михайла Яковицького, а по його смерті — Богдана Костюшковича Хоболтовського

- Федько Андрійович — намісник у Чорнобилі 1529 року (за київського воєводи Андрія Немирича).[2]
- N — мати літинської старостянки Маріанни Суходольської гербу Яніна, другої дружини Миколи Дідушицького, сина Олександра[3]